# Орнитологическое общество Полинезии
Орнитологическое общество Полинезии (англ. Ornithological Society of Polynesia, фр. Société d'Ornithologie de Polynésie), также известное как Ману (полинезийское слово, означающее «птица») — экологическая общественная организация, занимающаяся сохранением птиц и среды их обитания в Полинезии. Она была основана в июле 1990 года любителями птиц во Французской Полинезии и является партнёрской организацией BirdLife International. Её эмблема — краснохвостый фаэтон.

## Деятельность
Общество издаёт ежеквартальный бюллетень на французском языке Te Manu, который рассылается всем членам. Общество участвует в исследованиях и программах сохранения находящихся под угрозой исчезновения краснокрылых куриных голубей, маркизских плодоядных голубей, зимородков Туамоту, таитянских мухоловок, монарха Фату-Хива; вымирающих макронезийского буревестника, кулика Туамоту, маркизского куриного голубя, таитянского плодоядного голубя, рубинового и ультрамаринового лори-отшельника, маркизского зимородка, маркизской помареи, а также синего лори-отшельника и таитянского буревестника.
В июле 2023 года общество объявило о совместной программе с Оклендским зоопарком по спасению монарха Фату-Хива от вымирания. Яйца будут собраны для инкубации и вылупления, а птенцы будут выращены в вольере, защищённом от хищников.